# آلیشا بو
آلیشا ایلهان بو (انگلیسی: Alisha Boe؛ زادهٔ ۶ مارس ۱۹۹۷) شناخته شده با نام آلیشا بو، بازیگر نروژی-آمریکایی است. او به خاطر نقش جسیکا دیویس در سریال ۱۳ دلیل برای اینکه از نتفلیکس شناخته شده‌است. او در فیلم هلهله‌چی‌ها بازی کرده‌است.

## اوایل زندگی
بو در شهر اوسلو در نروژ از پدر سومالی ای و مادر نروژی متولد شد. هنگامی که هفت سال داشت به خاطر ازدواج مجدد مادرش به لس آنجلس نقل مکان کردند.